# Governatorato di Najaf
Il governatorato di Najaf (in arabo النجف‎?) è un governatorato dell'Iraq. Ha una superficie di 28.824 km² e, secondo una stima del 2003, una popolazione di circa 930.000 abitanti. Il calcolo per il 2010 è invece di 1.233.534 abitanti. Il capoluogo del governatorato è la città di Najaf, altra città importante è Kufa.

## Distretti
Il governatorato è suddiviso nei seguenti quattro distretti:
| Distretti                   | Capitale     |
| --------------------------- | ------------ |
| Distretto di Najaf          | Najaf        |
| Distretto di Kufa           | Kufa         |
| Distretto di al-Manathira\| | al-Manathira |
| Distretto di al-Mishkhab    | al-Mishkhab  |